# 바이허탄 댐
바이허탄댐(중국어 간체자: 白鹤滩大坝, 정체자: 白鶴灘大壩, 병음: Báihètān Dàbà)은 중국 사천성 량산이족자치주 영남현과 운남성 소통시 교가현 사이에 있는 댐으로 장강의 상류인 금사강에 위치한다. 이 댐은 높이 289미터의 이중 곡선 아치댐으로, 정상부 해발 고도는 827미터이며, 기저부 너비는 72미터, 정상부 너비는 13미터이다. 이 댐은 싼샤 댐으로 시작된 일련의 프로젝트 이후 중국의 마지막 대규모 수력 발전 프로젝트로 간주된다. 또한 세계에서 두 번째로 큰 수력 발전소이다. 이 수력 발전소에는 각각 1기가와트 용량을 가진 16개의 수력 발전 장치가 설치되어 있으며, 이는 세계에서 가장 큰 터빈이다. 바이허탄 수력 발전소의 모든 수력 발전 장치는 2022년 12월 20일 완전히 가동되었다.
이 댐은 또한 “세계 최대의 청정 에너지 회랑”의 일부로, 싼샤 댐, 우둥더 댐, 시뤄두 댐, 샹자바 댐과 같이 동일한 강 시스템에 위치한 다른 대규모 수력 발전 프로젝트와 합류하여 자원이 풍부한 서부 지역에서 동부 도시로 재생 가능 에너지를 생산하고 전송한다. 전력 생산 외에도 이 수력 발전 프로젝트는 홍수 통제, 항해 개선 및 모래 차단 기능을 제공한다.

## 역사
1959년 6월, 국내 전문가 그룹과 체코슬로바키아 전문가 그룹이 차오자에서 현장 조사를 실시했고, 그 결과 바이허탄 발전소의 미래 부지가 선정되었다. 그러나 1962년 중소 분쟁으로 인해 관계가 단절되면서 조사팀은 철수했다. 중국의 "문화대혁명"이 시작되면서 건설 계획은 수년간 보류되었다.
댐 부지 조사는 1992년에 다시 시작되었다. 2008년, 바이허탄 수력 발전소 건설을 위한 원래 계획이 공식적으로 시작되었다. 2008년 12월, 바이허탄 부지에서 건설이 시작되었다. 댐은 원래 2009년에서 2018년 사이에 건설될 예정이었다. 진사강은 2014년 11월 공식적으로 폐쇄되었다.
2017년 8월 3일, 본댐 건설이 공식적으로 시작되었다. 바이허탄 수력 발전 장치의 첫 번째 수력 유도 장치 제조는 하얼빈시에서 완료되었으며, 2018년 10월 27일에 검사를 통과하고 승인을 받았다. 첫 번째 1,000 MW 터빈 러너는 2019년 1월 12일 동방전기 바이허탄 러너 처리 공장에서 완성되었다.
2021년 2월 5일 개막식이 열렸고, 같은 해 4월 7일 댐 뒤에 물이 저장되기 시작했으며, 4월 24일까지 수력 발전소의 물 저장 고도가 720미터 이상으로 상승했다. 2021년 6월 28일, 바이허탄 댐은 프로젝트의 첫 두 터빈이 가동을 시작하면서 전력 생산을 시작했다. 세 번째 터빈은 7월에, 네 번째 터빈은 같은 해 11월에 가동되었다. 2022년 12월 20일, 마지막 수력 발전 장치가 송전망에 연결되어 전력을 생산하기 시작하면서 바이허탄 수력 발전소의 공식적인 완공이 이루어졌다.
전문가들은 이러한 유형의 프로젝트로는 4년의 건설 기간이 이례적으로 빠르다고 언급했다.

## 발전
이 시설은 각각 1.0 GW의 발전 용량을 가진 16개의 물터빈을 이용하여 전력을 생산하며, 총 발전 용량은 16,000 MW이다. 발전 용량 면에서 이 발전소는 싼샤 댐에 이어 세계에서 두 번째로 큰 수력 발전소이다. 연간 62.44 테라와트시(TWh)를 생산할 것으로 예상되며, 이는 연간 약 9045만 톤의 석탄을 절약하고 결과적으로 연간 탄소 배출량을 2억 4840만 톤 줄일 것이다.
이 댐은 부퉈현의 변전소에 의해 지지되며, 이 변전소는 생성된 500kV AC를 장거리 전송을 위해 800kV DC로 변환한다. 이 변전소는 62헥타르 면적으로 세계에서 가장 크다고 주장된다.

## 영향
댐과 저수지는 특히 상류 지역인 차오자현에 영향을 미쳐 지역 주민들에게 수천 개의 일자리를 제공했지만, 32개 마을, 총 50,178명의 주민을 재정착시켜야 했다. 댐 건설과 동시에 도로망도 개선되었다.

## 같이 보기
- 우둥더 댐, 다음 상류 댐
- 시뤄두 댐, 다음 하류 댐
- 중국의 발전소 목록
- 최대 발전소 목록